# UTVA Lasta 95
L'UTVA Lasta 95 è un aereo da addestramento basico leggero ad ala bassa prodotto dall'azienda serba Utva Aviation Industry.
Esso è progettato per svolgere varie funzioni, tra cui addestramento di base, addestramento all'acrobazia aerea, strumentazione e volo tattico, nonché l'addestramento di base all'uso delle armi.

## Storia del progetto
Il Lasta fu originariamente sviluppato per sostituire l'Utva 75 e, parzialmente, il Soko G-2 Galeb, che era stato il velivolo da addestramento più comunemente usato dall'Aeronautica Jugoslava fino al 1991.
Il primo prototipo del Lasta 1 fu completato entro la primavera del 1985. Dopo il completamento della fase dei test iniziali, ci fu il primo volo che avvenne il 2 settembre 1985. Nel gennaio 1989, però, a seguito dei cambiamenti di requisiti da parte dell'aeronautica militare jugoslava, fu avviato il progetto di una versione modificata, il Lasta 2.
Il Lasta 2 era più leggero, dotato di fusoliera più corta e un nuovo sistema elettronico che includeva il sistema per il controllo del tiro ISIS D-282 della Ferranti. All'inizio degli anni novanta, Utva e i suoi partner avevano prodotto parti sufficienti per il completamento di 10 aerei di pre-produzione. Durante i bombardamenti NATO sulla Jugoslavia del 1999, cinque dei sei prototipi esistenti furono distrutti durante il bombardamento della Utva Aviation Industry, mentre il sesto prototipo, rimasto danneggiato, fu donato al Museo dell'aeronautica dell'aeroporto Nikola Tesla di Belgrado.
Solo nel 2006 fu riavviato lo sviluppo del Lasta. La nuova versione, ridesignata Lasta 95, seguiva i concetti di base del Lasta 2, ma fu aggiornata con le più recenti tecnologie disponibili. Con le sue specifiche e l'avionica aggiornata, l'aeromobile garantiva l'addestramento completo del pilota per tutte le missioni che rientravano nelle capacità dell'aereo tra cui:
- volo di base,
- acrobazia aerea,
- addestramento alla navigazione aerea,
- volo notturno,
- volo strumentale di categoria II,
- addestramento di base sugli armamenti, missili e bombardamenti (GRB),
- Supporto aereo ravvicinato nelle missioni di COIN.

Nel 2009 fu annunciato anche un ordine dal primo cliente straniero, l'Iraq, che ordinò 20 di questi aerei da addestramento.

## Versioni

### Lasta 95N
Velivolo di addestramento con motore a pistoni destinato all'addestramento di base dei piloti militari. Con posti in tandem, l'aereo è stato sviluppato in base ai requisiti imposti dal regolamento dell'aviazione generale, 23 requisiti per il volo acrobatico e per provvedere al passaggio dei piloti ad aerei di addestramento di livello successivo.
Esso è equipaggiato con un motore a pistoni a 6 cilindri contrapposti da 224 kW (300 CV), dotato di un'elica a due pale Hartzell HC-C2YR-4CF/FC 8475-6. Può raggiungere una velocità massima di 345 km/h (ad un'altitudine di 3 000 metri ed un peso al decollo di 1 085 kg). Il peso a vuoto è di 888 kg mentre il peso massimo al decollo è di 1 210 kg per il volo acrobatico e di 1 450 kg per volo in configurazione armata. Lungo 7,97 m, esso è dotato di ali trapezoidali con apertura alare di 9,7 metri e superficie alare di 12,9 metri quadri. La massima altitudine del volo è di 6 000 metri. Il carrello è triciclo e retrattile ed adatto alle operazioni su terreni accidentati. Il GPS integrato e il sistema di atterraggio strumentale (ILS) supportano le operazioni in condizioni meteorologiche CAT-II. L'aeromobile è dotato di transponder Mode S per l'identificazione in volo.
Oltre che nell'addestramento basico, può essere utilizzato per l'addestramento alle missioni antincendio, al lancio di missili e di bombe. La versione armata del LASTA 95 può essere dotata di mitragliatrici di calibro 7,62 mm o 12,7 mm, lanciarazzi da 57 mm o bombe da 120 kg su due punti d'attacco.

### Lasta 95V-54
Velivolo sviluppato per le esigenze dell'Aeronautica Militare e Difesa Aerea della Serbia che si differenzia dal Lasta 95N per le seguenti modifiche:
- Motore Lycoming AEIO-580-B1A da 315 CV
- Elica a due pale in metallo HARTZELL HC-C2YR-4CF/FC 8475-8
- Nuovo cono dell'elica
- Comandi di volo e sistemi di controllo del volo modificati
- Sistemi di controllo del motore modificati
- Nuova strumentazione in entrambi gli abitacoli per la misurazione della temperatura e della pressione dell'olio, della temperatura dei cilindri e dei gas di scarico
- Nuove radio Bendix/King con antenne UHF
- Nuovo sistema di mira Teleoptik AKN-09 che supporta i pod per le mitragliatrici, le bombe ed i lanciarazzi
- Due punti d'attacco subalari per un carico massimo di 120 kg di armi
- Nuovo glass cockpit dotato della suite avionica Garmin G500, che include un primary flight display (PFD) ed un multi-function display (MFD).
- Sistema per la simulazione del volo strumentale
- Introduzione di nuovi materiali compositi in alcune parti dell'aereo

### Lasta 95P-2
Versione per l'esportazione del Lasta 95V-54 con possibilità di modifiche su richiesta del cliente.

## Utilizzatori
Iraq
- Al-Quwwat al-Jawwiyya al-'Iraqiyya

20 consegnati tra il 2009 ed il 2011. Uno dei quali è andato distrutto il 17 aprile 2017.
 Serbia
- Vazduhoplovstvo i PVO Vojske Srbije

15 Lasta 95 ordinati a dicembre 2010 consegnati tra ottobre 2011 ed il 2018.